# 及第粥

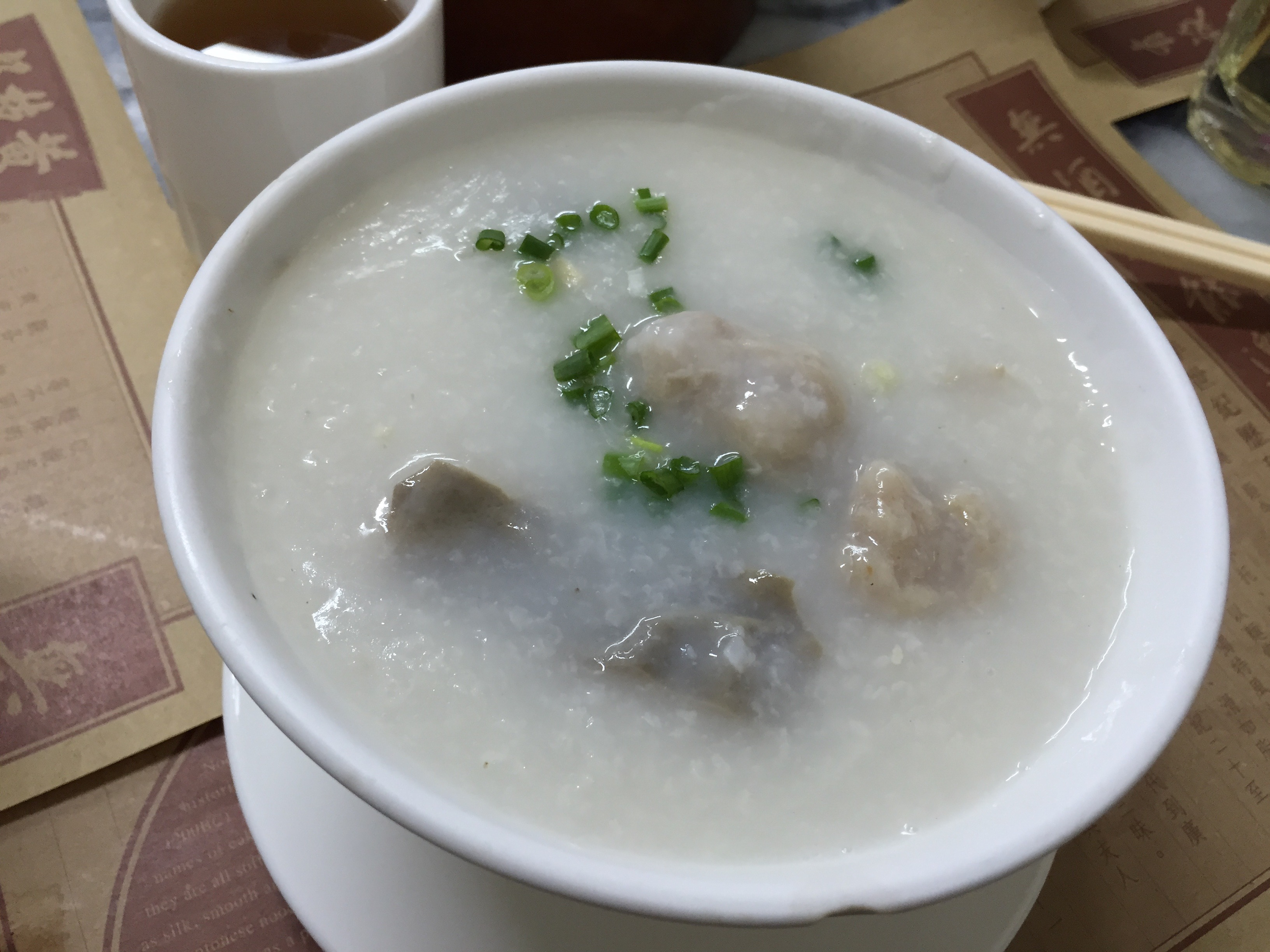
及第粥

及第粥，又稱狀元及第粥，是一种粤式粥点，讲究粥底绵滑，白米粥熬到米粒全化。客人点时，舀入小锅烧滚，加猪心、豬潤和猪粉肠，滚熟后盛碗，切碎油条，伴小碟鸡蛋散上桌。猪内脏又称“杂底”，美化为“及第”，成为卖点。它是广州西关著名粥品之一，十分鲜味可口。

## 名称傳說
1. 相传明朝伦文叙幼时家中甚贫，以卖菜为生。隔壁粥贩怜其幼，惜其才，每天中午以买菜为名，着伦文叙送一担菜至粥贩家，送完菜后，粥贩便以猪肉丸、猪粉肠、猪肝生滚的白粥招待之，权当午餐。后来伦氏在殿試高中狀元，心念粥贩赠粥之恩，重回故地食了一碗当年老板给他熬的那种粥。由于此粥无名，伦氏为其题名“及第”，并书一匾。“及第粥”之名，便由之传遍广州。
2. 晚清一肉贩目不识丁，为记帐方便，向家附近的塾师学了“猪肉”、“猪肝”、“猪粉肠”几个字。后来开科，有人撺掇肉贩去应试，说功名全靠祖上积德。肉贩信以为真，跑去应试，在考卷上写了“猪肉”“猪肝”“猪粉肠”几个字便把卷子上缴。应届考官是肉販的塾师。塾师心中好笑，心想不如让他欢喜一场，便为肉贩另作一篇文章上交。其后肉贩高中，塾师却开始后悔，担心肉贩再来混帐，于是吩咐下一科的考官，若见有人只在考卷上写了“猪肉”“猪肝”“猪粉肠”几字，便把卷子作废。岂料下科考官见考卷之后，想起前科同僚之嘱，心想这之中莫不是有什么玄机，自己也乐得卖个人情，于是便又另作一篇，让肉贩再次中举。后来肉贩上京赴考进士，沿途贪恋风光，不意竟迟到吃了闭门羹。目瞪口呆之际，一王爷经过，遗下一个灯笼。肉贩捡起灯笼，又溜达到试场门口，门卫一看是王爷家的灯笼，心想这人非同小可，赶忙迎进。肉贩把灯笼架於桌边，又是如此这般在考卷上写了七个大字，交卷。看到王府灯笼的考官忙战战兢兢地代作一篇呈上，肉贩又高中。后来有人问肉贩靠什么高中，肉贩答曰：“猪肉、猪肝、猪粉肠。”因此，后人便把用这三种材料熬的粥叫“及第粥”。
3. 清朝时，广东林召棠中状元回乡拜祖，他每天都喜欢用猪肝、猪腰和猪肚煮粥而食。有一天，一位退居广州的御史前来探访林召棠，刚巧林状元正在吃粥，便问他吃的是什么粥。林状元知道老御史盼望儿子能科场高中，因此指着那粥恭敬地回答：及第粥。御史吃过及第粥后，回到家里便命厨人依法炮制，精心熬制及第粥给儿子吃，他的儿子果然高中状元。老御史大喜过望，逢人便讲及第粥的好处。因此，及第粥便广为流传开来。
4. 在猪肉行当和饮食行业中，广东人把猪的肠脏称之为“下水”、“雜底”。但在菜谱上不宜直书诨号，便書粵語諧音“及第”，取三元及第之意頭。其后，粥粉店也把猪内脏烹调的粥品，由“雜底粥”易名为“及第粥”，又称“三元及第粥”。

## 外部連結
- 美味求真：羊城的及第粥，2005年12月18日金羊網
- 及第粥的由來（页面存档备份，存于），2005年8月16日星辰在線
- “状元及第粥”的由来
- 喝粥老字号最亲（页面存档备份，存于），2002年4月18日南方都市報